# Сохацкая Балка

Сохацкая Балка (укр. Сохацька Балка) — село,
Андреевский сельский совет,
Диканьский район,
Полтавская область,
Украина.
Код КОАТУУ — 5321080406. Население по переписи 2001 года составляло 69 человек.

## Географическое положение
Село Сохацкая Балка находится на правом берегу реки Средняя Говтва,
ниже по течению на расстоянии в 2,5 км расположено село Ивашковка,
на противоположном берегу — село Ландари.
По селу протекает пересыхающий ручей с запрудой.
Рядом проходит автомобильная дорога Т-1721.

## История
- 1835 — дата основания.